# Muntele Mare

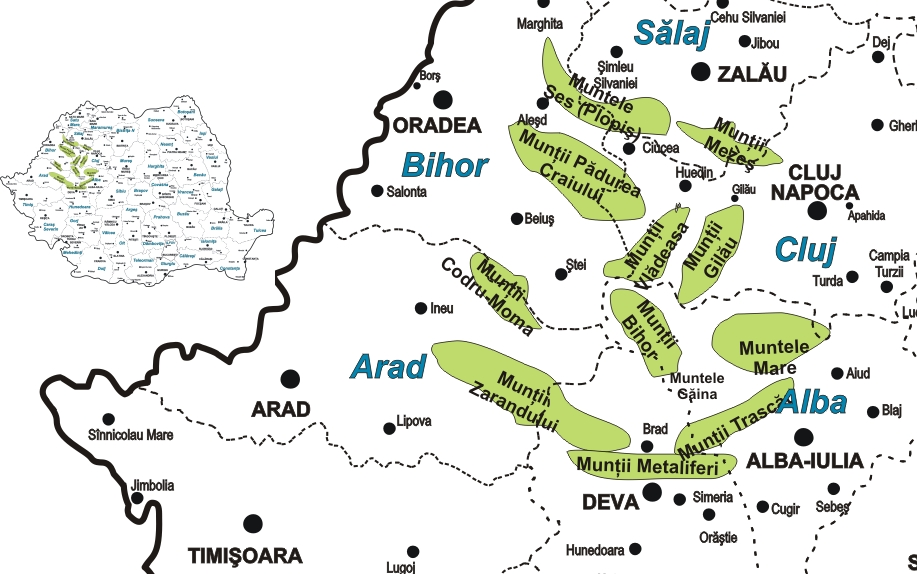
Localizarea în cadrul Munţilor Apuseni

Muntele Mare este o grupă montană a Munților Apuseni aparținând de lanțul muntos al Carpaților Occidentali. Este situat în partea de est a Munților Apuseni, între râul Someșul Rece la nord, aliniamentul văilor Feneș - Iara la est, râul Arieș la sud, și culoarele cursurilor superioare ale râurilor Bistra, afluentul stâng al râului Mureș și al râului Someșul Rece la vest. 

## Descriere
Împreună cu Munții Gilău, formează o unitate geomorfologică distinctă, cunoscută sub denumirea de Gilău - Muntele Mare. Masivul este acoperit cu păduri de fag în amestec cu molid.
Este alcătuit din șisturi cristaline, care au generat un relief cu forme greoaie, masive, cu interfluvii largi separate de văi înguste și adânci. Partea centrală este ocupată de un masiv de granit (roca magmatică
), în formă de L, ce dă zonei din jurul vârfului principal un aspect de câmpie de mare altitudine, pe suprafețe foarte mari înmlăștinită. Deși altitudinea ar permite, etajul subalpin de vegetație nu este perfect conturat, multe specii lipsind datorită pantei domoale și a acoperirii unei mari suprafețe cu mlaștini oligotrofe.
Cel mai înalt vârf este Vârful Muntele Mare, cu 1.826 m (al treilea ca altitudine din Carpații Occidentali. Alte vârfuri sunt Vârful Balomireasa cu 1.632 m, Vârful Neteda (1784)al doilea dupa Muntele Mare, Piatra Groșilor (1.756 m), Pietrele Mărunte (1.735 m), Buscat (1.676 m), Dumitreasa (1.638 m).
Masivul muntos se compune, similar Munților Gilăului, din cele 3 suprafețe de nivelare, acoperite în majoritate de păduri (acoperire de 67% la valea Ierii) și Pășuni sau fânațe.

## Galerie de imagini

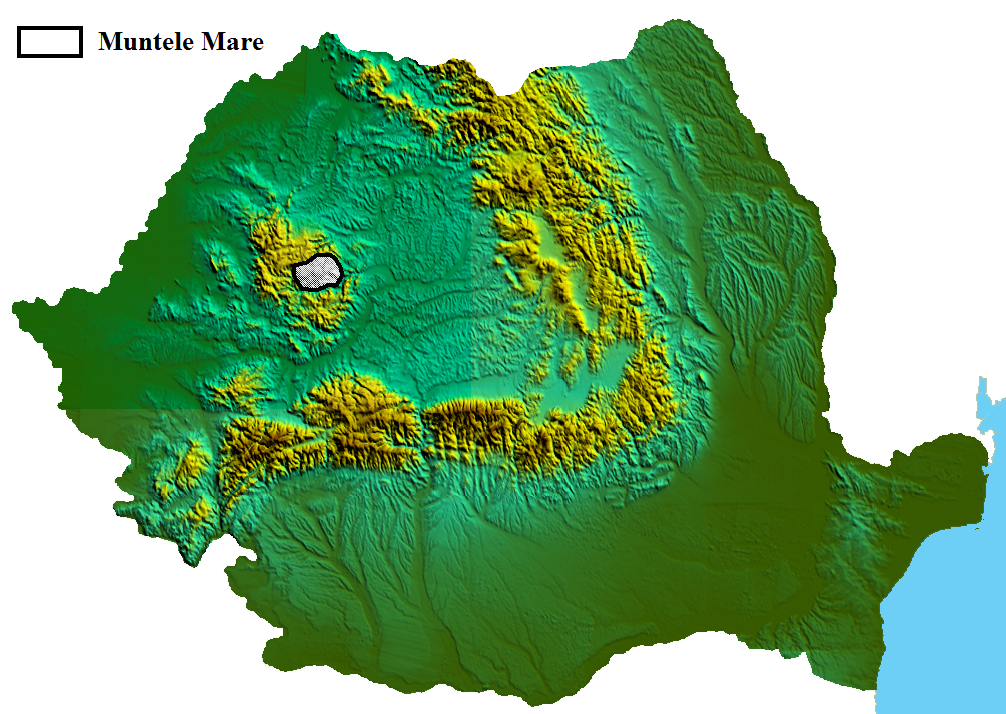
Muntele Mare
Animaţie Muntele Mare